# Paula Radcliffe
Paula Jane Radcliffe, angleška atletinja, * 17. december 1973, Davenham, Cheshire, Anglija, Združeno kraljestvo.
Paula Radcliffe je nastopila na poletnih olimpijskih igrah v letih 1996 v Atlanti, 2000 v Sydneyju, 2004 v Atenah in 2008 v Pekingu. Na igrah leta 2000 je bila četrta v teku na 10000 m, leta 1996 pa peta v teku na 5000 m. Na svetovnih prvenstvih je leta 2005 zmagala v maratonu, leta 1999 je bila srebrna v teku na 10000 m, na evropskih prvenstvih pa je zmagala leta 2002 v teku na 10000 m. Na svetovnih prvenstvih v krosu ima dve zlati, tri srebrne in eno bronasto medaljo, na evropskih prvenstvih v krogu pa tri zlate medalje. Trikrat je osvojila Londonski maraton (2002, 2003, 2005) in Newyorški maraton (2004, 2007, 2008), leta 2002 pa tudi Chicaški maraton. 13. oktobra 2002 je s časom 2:17:18 postavila svetovni rekord v maratonu, ki ga je 13. aprila 2003 še izboljšala na 2:15:25, veljal je do oktobra 2019.
Leta 2010 je bila sprejeta v Angleški atletski hram slavnih.